# Übersicht der Listen der Naturdenkmale im Donnersbergkreis
Die Übersicht der Listen der Naturdenkmale im Donnersbergkreis nennt die Listen und die Anzahl der Naturdenkmale in den Städten und Gemeinden im rheinland-pfälzischen Landkreis Donnersbergkreis. Die Listen enthalten 122 im Landschaftsinformationssystem der Naturschutzverwaltung Rheinland-Pfalz verzeichnete Naturdenkmale.

## Verbandsgemeinde Eisenberg (Pfalz)
In den 3 verbandsangehörigen Gemeinden der Verbandsgemeinde Eisenberg (Pfalz) sind insgesamt 7 Naturdenkmale verzeichnet.
| Ort               | Naturdenkmalliste                            | Gesamtanzahl Naturdenkmale |
| ----------------- | -------------------------------------------- | -------------------------- |
| Eisenberg (Pfalz) | Liste der Naturdenkmale in Eisenberg (Pfalz) | 2                          |
| Kerzenheim        | Liste der Naturdenkmale in Kerzenheim        | 1                          |
| Ramsen            | Liste der Naturdenkmale in Ramsen (Pfalz)    | 4                          |

## Verbandsgemeinde Göllheim
In den 13 verbandsangehörigen Gemeinden der Verbandsgemeinde Göllheim sind insgesamt 36 Naturdenkmale verzeichnet.
| Ort                | Naturdenkmalliste                             | Gesamtanzahl Naturdenkmale |
| ------------------ | --------------------------------------------- | -------------------------- |
| Albisheim (Pfrimm) | Liste der Naturdenkmale in Albisheim (Pfrimm) | 6                          |
| Bubenheim          | Liste der Naturdenkmale in Bubenheim (Pfalz)  | 1                          |
| Dreisen            | Liste der Naturdenkmale in Dreisen            | 11                         |
| Einselthum         | Liste der Naturdenkmale in Einselthum         | 1                          |
| Göllheim           | Liste der Naturdenkmale in Göllheim           | 5                          |
| Lautersheim        | Liste der Naturdenkmale in Lautersheim        | 1                          |
| Ottersheim         | Liste der Naturdenkmale in Ottersheim         | 2                          |
| Rüssingen          | Liste der Naturdenkmale in Rüssingen          | 1                          |
| Standenbühl        | Liste der Naturdenkmale in Standenbühl        | 2                          |
| Weitersweiler      | Liste der Naturdenkmale in Weitersweiler      | 2                          |
| Zellertal          | Liste der Naturdenkmale in Zellertal          | 4                          |

In Biedesheim und
Immesheim sind keine Naturdenkmale verzeichnet.

## Verbandsgemeinde Kirchheimbolanden
In den 16 verbandsangehörigen Gemeinden der Verbandsgemeinde Kirchheimbolanden sind insgesamt 20 Naturdenkmale verzeichnet.
| Ort               | Naturdenkmalliste                                       | Gesamtanzahl Naturdenkmale |
| ----------------- | ------------------------------------------------------- | -------------------------- |
| Bischheim         | Liste der Naturdenkmale in Bischheim (Donnersberg)      | 2                          |
| Bolanden          | Liste der Naturdenkmale in Bolanden                     | 4                          |
| Dannenfels        | Liste der Naturdenkmale in Dannenfels                   | 3                          |
| Gauersheim        | Liste der Naturdenkmale in Gauersheim                   | 1                          |
| Ilbesheim         | Liste der Naturdenkmale in Ilbesheim (Donnersbergkreis) | 1                          |
| Kirchheimbolanden | Liste der Naturdenkmale in Kirchheimbolanden            | 4                          |
| Mörsfeld          | Liste der Naturdenkmale in Mörsfeld                     | 1                          |
| Rittersheim       | Liste der Naturdenkmale in Rittersheim                  | 1                          |
| Stetten           | Liste der Naturdenkmale in Stetten (Pfalz)              | 3                          |

In Bennhausen,
Jakobsweiler,
Kriegsfeld,
Marnheim,
Morschheim,
Oberwiesen und
Orbis sind keine Naturdenkmale verzeichnet.

## Verbandsgemeinde Nordpfälzer Land
In den 36 verbandsangehörigen Gemeinden der Verbandsgemeinde Nordpfälzer Land sind insgesamt 33 Naturdenkmale verzeichnet.
| Ort                     | Naturdenkmalliste                                        | Gesamtanzahl Naturdenkmale |
| ----------------------- | -------------------------------------------------------- | -------------------------- |
| Alsenz                  | Liste der Naturdenkmale in Alsenz                        | 2                          |
| Bayerfeld-Steckweiler   | Liste der Naturdenkmale in Bayerfeld-Steckweiler         | 1                          |
| Finkenbach-Gersweiler   | Liste der Naturdenkmale in Finkenbach-Gersweiler         | 2                          |
| Gaugrehweiler           | Liste der Naturdenkmale in Gaugrehweiler                 | 1                          |
| Katzenbach              | Liste der Naturdenkmale in Katzenbach (Donnersbergkreis) | 2                          |
| Mannweiler-Cölln        | Liste der Naturdenkmale in Mannweiler-Cölln              | 1                          |
| Münsterappel            | Liste der Naturdenkmale in Münsterappel                  | 4                          |
| Niedermoschel           | Liste der Naturdenkmale in Niedermoschel                 | 2                          |
| Oberhausen an der Appel | Liste der Naturdenkmale in Oberhausen an der Appel       | 1                          |
| Obermoschel             | Liste der Naturdenkmale in Obermoschel                   | 2                          |
| Rathskirchen            | Liste der Naturdenkmale in Rathskirchen                  | 1                          |
| Rockenhausen            | Liste der Naturdenkmale in Rockenhausen                  | 3                          |
| Ruppertsecken           | Liste der Naturdenkmale in Ruppertsecken                 | 1                          |
| Sankt Alban             | Liste der Naturdenkmale in Sankt Alban (Pfalz)           | 2                          |
| Schiersfeld             | Liste der Naturdenkmale in Schiersfeld                   | 1                          |
| Schönborn               | Liste der Naturdenkmale in Schönborn (Pfalz)             | 4                          |
| Sitters                 | Liste der Naturdenkmale in Sitters                       | 1                          |
| Teschenmoschel          | Liste der Naturdenkmale in Teschenmoschel                | 2                          |

In Bisterschied,
Dielkirchen,
Dörrmoschel,
Gehrweiler,
Gerbach,
Gundersweiler,
Imsweiler,
Kalkofen,
Niederhausen an der Appel,
Oberndorf,
Ransweiler,
Reichsthal,
Seelen,
Stahlberg,
Unkenbach,
Waldgrehweiler,
Winterborn und
Würzweiler sind keine Naturdenkmale verzeichnet.

## Verbandsgemeinde Winnweiler
In den 13 verbandsangehörigen Gemeinden der Verbandsgemeinde Winnweiler sind insgesamt 26 Naturdenkmale verzeichnet.
| Ort                       | Naturdenkmalliste                                    | Gesamtanzahl Naturdenkmale |
| ------------------------- | ---------------------------------------------------- | -------------------------- |
| Falkenstein               | Liste der Naturdenkmale in Falkenstein (Pfalz)       | 1                          |
| Gonbach                   | Liste der Naturdenkmale in Gonbach                   | 2                          |
| Imsbach                   | Liste der Naturdenkmale in Imsbach                   | 5                          |
| Münchweiler an der Alsenz | Liste der Naturdenkmale in Münchweiler an der Alsenz | 4                          |
| Schweisweiler             | Liste der Naturdenkmale in Schweisweiler             | 4                          |
| Sippersfeld               | Liste der Naturdenkmale in Sippersfeld               | 3                          |
| Steinbach am Donnersberg  | Liste der Naturdenkmale in Steinbach am Donnersberg  | 2                          |
| Wartenberg-Rohrbach       | Liste der Naturdenkmale in Wartenberg-Rohrbach       | 1                          |
| Winnweiler                | Liste der Naturdenkmale in Winnweiler                | 4                          |

In Börrstadt,
Breunigweiler,
Höringen und
Lohnsfeld sind keine Naturdenkmale verzeichnet.